# Anne Alvaro
Anne Alvaro (Oran, 29 oktober 1951) is een Frans actrice actief in het theater en de filmindustrie.
Alvaro werd geboren in Frans-Algerije, maar reeds op driejarige leeftijd keert ze terug naar Frankrijk waar haar ouders gaan wonen in Créteil. Het is ze daar dat ze studeert aan het conservatorium. Ze begint haar professionele acteurscarrière aan het theater in 1970. 
Haar debuut in een langspeelfilm volgt in 1983 met een rol waarmee ze direct grote bekendheid verwierf, deze van Eleonore in de biografische film Danton. 
Voor twee rollen ontving ze de César voor beste vrouwelijke bijrol. In 2001 werd ze bekroond voor haar rol als Clara Devaux in Le Goût des autres van Agnès Jaoui uit 2000. In 2011 volgde haar tweede César voor haar rol als Louisa in Le Bruit des glaçons van Bertrand Blier uit 2010. Ook in de theaterwereld werd ze erkend, en was ze op de Nuit des Molières in 2009 de laureate van de Molière de la comédienne voor haar rol in het stuk Gertrude.
Enkele andere films waarin ze ook acteerde zijn Le Scaphandre et le Papillon en Faut que ça danse!, beide uit 2007, Camille redouble uit 2012, Un giorno devi andare en Mr. Morgan's Last Love uit 2013, Yves Saint Laurent uit 2014 en  Les Bêtises uit 2015.
In 2013 werd ze Chevalier de l'ordre de la Légion d'honneur, in 2014 werd ze Officier de l'ordre des Arts et des Lettres.
- Bibliothèque nationale de France: cb146548944 (data)
- Gemeinsame Normdatei: 1061397521
- International Standard Name Identifier: 0000 0001 1936 0848
- Library of Congress Control Number: no2001076895
- MusicBrainz: 466ef843-e7d7-4278-ad48-6a02f6be5eac
- Nationale Bibliotheek van Israël: 987007454493105171
- Nationale Bibliotheek van Polen: a0000002048657
- Nederlandse Thesaurus van Auteursnamen: 332854809
- SNAC: w6ms4jdv
- Système universitaire de documentation: 058841997
- Virtual International Authority File: 71654418
- WorldCat: E39PBJx4t4cC66hG8C3kj77CQq